# Костомолоцкий, Александр Иосифович
Алекса́ндр Ио́сифович Костомоло́цкий (17 февраля 1897, Екатеринослав — 1 февраля 1971, Москва) — советский актёр, музыкант, художник-график.

## Биография
Родился 17 февраля (по старому стилю) 1897 года в Екатеринославе в семье служащих, отец — екатеринославский мещанин Йосель Натанович Костомолоцкий работал на суконную фирму «Ганбер», мать Рохель (Розалия) Костомолоцкая была домохозяйкой. В возрасте пяти лет родители переехали в Ростов-на-Дону, а из-за событий Первой Русской революции с 1906 по 1908 год семья провела в Швейцарии. По возвращении учился в ростовской гимназии, которую окончил в 1916 году. Поступил на математическое отделение физико-математического факультета Донского университета, но на третьем курсе бросил, всерьёз увлёкшись театром.
Артистическую карьеру начал в возникшем в 1918 году ростовском театре «Театральная мастерская», вскоре переведённого в Петроград. С 1922 года — ударник в одном из первых московских джазовых коллективов — «Джаз-банд» Валентина Парнаха. 
С 1924 года служил в театре Мейерхольда, театре Революции, театре имени Моссовета. Обладая способностью к рисованию, создал большое количество портретов современников. По некоторым данным учился графике у Д. Кардовского.
Фаина Раневская сказала об Александре Костомолоцком: «Если нас спросят, что такое бескорыстие — мы ответим: „Костомолоцкий“. А если нас спросят: „Как жил Костомолоцкий?“, — мы разведём руками. Если нас спросят: „Что такое беспредельная любовь к театру?“, — мы ответим: „Костомолоцкий“. Он жил одинокий, скромный, беспредельно любя театр и живопись».
Скончался 1 февраля 1971 года в Москве. Урна с прахом захоронена в 21-м колумбарии Нового Донского кладбища.

## Фильмография
- 1926 — Чёртово колесо — эпизод
- 1934 — Весёлые ребята — музыкант (в титрах не указан)
- 1934 — Петербургская ночь — антрепренёр
- 1942 — Боевой киносборник № 12 (Ванька) — эпизод (в титрах не указан)
- 1943 — Воздушный извозчик — помощник режиссёра (в титрах не указан)
- 1943 — Фронт — переводчик (в титрах не указан)
- 1944 — Свадьба — дирижёр
- 1958 — Идиот — человек из свиты Рогожина
- 1967 — Анна Каренина — эпизод
- 1967 — В горах моё сердце — музыкант и актёр Джаспер Мак-Грегор
- 1969 — Дворянское гнездо — Лемм, учитель музыки